# Ahmad Elrich
Ahmad Elrich (em árabe أحمد الريش :(Sydney, 30 de maio de 1986) - é um futebolista profissional australiano de origem libanesa, meia, milita no Central Coast Mariners.

## Carreira
Elrich representou a Seleção Australiana de Futebol, nas Olimpíadas de 2004. 